# Enkhbatyn Badar-Uugan
Enkhbatyn Badar-Uugan (mongolski: Энхбатын Бадар-Ууган) (Ulan Bator, Mongolija, 3. lipnja 1985.) mongolski je boksač u bantam kategoriji (51 - 54 kg). Olimpijski je i azijski prvak u bantam kategoriji.

## Karijera
Enkhbatyn Badar-Uugan mongolski je boksač u bantam kategoriji. Prvi veći sportski rezultat bilo mu je osvajanje bronce na Azijskim igrama u katarskoj Dohi 2006. Na tom natjecanju, u polufinalu je izgubio od južnokorejskog boksača Han Soon Chula rezultatom 19:29.
Sljedeće godine na Azijskom prvenstvu održanom u njegovom rodnom gradu, Ulan Batoru, Badar-Uugan postaje azijski prvak. Iste godine osvaja i srebro na Svjetskom prvenstvu u amaterskom boksu koje se održavalo u Chicagu.
"Najvrednija" dosad osvojenu medalju, Badar-Uugan osvojio je na Olimpijadi u Pekingu - zlato.

### Svj. prvenstvo u amaterskom boksu
Badar-Uugan osvajač je srebrne medalje na Svjetskom prvenstvu u amaterskom boksu u Chicagu 2007. U finalu je poražen od ruskog predstavnika Sergeja Vodopianova tijesnim rezultatom 14:16.
Konkurencija na tom Svjetskom prvenstvu bila je uvelike "smanjena" jer nije nastupila moćna kubanska boksačka reprezentacija. To je bila naredba tadašnjeg kubanskog predsjednika Fidela Castra koji se bojao da bi mnogo kubanskih boksača moglo iz hotela pobjeći "u bolji život".
| Svjetsko prvenstvo u amaterskom boksu, Chicago 2007. | Svjetsko prvenstvo u amaterskom boksu, Chicago 2007. | Svjetsko prvenstvo u amaterskom boksu, Chicago 2007. | Svjetsko prvenstvo u amaterskom boksu, Chicago 2007. |
| Protivnik                                            | Zemlja                                               | Uspjeh                                               | Natjecanje                                           |
| ---------------------------------------------------- | ---------------------------------------------------- | ---------------------------------------------------- | ---------------------------------------------------- |
| Clive Atwell                                         | Gvajana                                              | 25:8 pobjeda                                         | 1. krug                                              |
| Vittorio Parrinello                                  | Italija                                              | 19:14 pobjeda                                        | 2. krug                                              |
| David Oltvanyi                                       | Mađarska                                             | 17:5 pobjeda                                         | osmina finala                                        |
| Hector Manzanilla                                    | Venezuela                                            | pobjeda                                              | četvrtfinale                                         |
| Joe Murray                                           | Engleska                                             | 20:11 pobjeda                                        | polufinale                                           |
| Sergej Vodopianov                                    | Rusija                                               | 14:16 poraz                                          | finale                                               |

### OI 2008. Peking
2008. na Olimpijadi u Pekingu, Enkhbatyn Badar-Uugan ostvaruje svoj najveći sportski rezultat - olimpijsko zlato. U finalu je dominantnim rezultatom od 16:5 pobijedio Kubanca Yankiela Leona.
Zanimljivo je da je i sam Badar-Uugan u jednu ruku "pridonio" kubanskom boksačkom debaklu na Olimpijadi. Naime, na Olimpijskim igrama u Pekingu, Kuba prvi puta u svojoj olimpijskoj povijesti nije osvojila ni jedno olimpijsko zlato.
| Peking 2008.       | Peking 2008. | Peking 2008. | Peking 2008.  |
| Protivnik          | Zemlja       | Uspjeh       | Natjecanje    |
| ------------------ | ------------ | ------------ | ------------- |
| Oscar Valdez       | Meksiko      | 15:4 pobjeda | 1. krug       |
| John Joe Nevin     | Irska        | 9:2 pobjeda  | osmina finala |
| Khumiso Ikgopoleng | Bocvana      | 15:2 pobjeda | četvrtfinale  |
| Veaceslav Gojan    | Moldova      | 15:2 pobjeda | polufinale    |
| Yankiel Leon       | Kuba         | 16:5 pobjeda | finale        |

### Zanimljivosti
Američki sportski magazin "Sports Illustrated" odabrao je Badar-Uugana kao vlastitog favorita za osvajanje prve mongolske zlatne olimpijske medalje. Ipak, "preduhitrio" ga je judaš Naidangiin Tüvshinbayar jer se olimpijski judo turnir odvijao ranije.